# Ancylostemon gamosepalus
Ancylostemon gamosepalus là một loài thực vật có hoa trong họ Tai voi. Loài này được K.Y.Pan mô tả khoa học đầu tiên năm 1988.